# Karlstad (Minnesota)
Karlstad – miasto w Stanach Zjednoczonych, w stanie Minnesota, w hrabstwie Kittson.